# Clunes
Clunes amb 1.728 habitants el 2016 és una vila del centre oest de l'Estat de Victòria (Austràlia) a 34 quilòmetres de Ballarat i a 146 km al nord-oest de Melbourne en el Comtat de Hepburn. La vila figura a la llista de viles del llibre des de l'any 2012. Amb un seixantena de "bouquinistes" (llibreters) organitza un festival del llibre el primer cap de setmana de maig amb el títol de "Back to Booktown".